# Robert Betts Laughlin

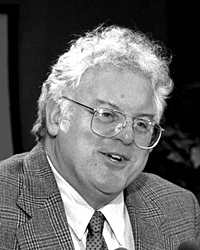
Robert B. Laughlin, 1998

Robert Betts Laughlin (* 1. November 1950 in Visalia, Kalifornien, USA) ist ein US-amerikanischer Physiker, der 1998 den Nobelpreis für Physik für seinen Beitrag zur theoretischen Erklärung des fraktionellen Quanten-Hall-Effekts erhielt.

## Leben

### Berufliche Laufbahn
Laughlin studierte Physik an der University of California, Berkeley (Bachelor 1972), und – nach dem Militärdienst von 1972 bis 1974 – am Massachusetts Institute of Technology in Cambridge, wo er 1979 promovierte. Danach war er von 1979 bis 1981 bei den Bell Laboratories und von 1982 bis 2004 am Lawrence Livermore National Laboratory.
Seit 1985 ist er Associate Professor und seit 1989 Physikprofessor an der Stanford-Universität in Kalifornien, seit 1992 als Anne Bass and Robert M. Bass Professor of Physics.
Von 2004 bis 2006 war er Präsident des Korea Advanced Institute of Science and Technology in Daejeon.

### Privates
Laughlin hat neben der theoretischen Physik noch zwei weitere Leidenschaften. Er zeichnet gerne Karikaturen, zum Teil zur Bebilderung seiner Bücher, unter anderem aber auch während Fakultätssitzungen, und er komponiert, vor allem Klaviersonaten.

## Lehre
Er forschte unter anderem zum ganzzahligen und gebrochenzahligen Quanten-Hall-Effekt, und sein Beitrag zur Erklärung von letzterem brachte ihm – und den im Folgenden genannten beiden Experimentalphysikern – den Nobelpreis. Daniel Tsui und Horst Ludwig Störmer hatten 1982 den gebrochenzahligen Quanten-Hall-Effekt (FQHE) in zweidimensionalen Elektronensystemen bei sehr tiefen Temperaturen und starken Magnetfeldern entdeckt. Laughlin fand die Erklärung für einige der unerwarteten gebrochenzahligen Quantenzahlen, die beim FQHE auftreten. Eine neue Art von Quantenflüssigkeit war entdeckt worden, bestehend aus einem Kondensat sogenannter Quasiteilchen mit gebrochenzahliger Ladung, zusammengesetzt aus Elektronen und magnetischen Flussquanten. Gemeinsam mit den beiden oben genannten Kollegen erhielt er 1998 den Nobelpreis für Physik. Laughlins Erkenntnis gilt als Durchbruch beim Verstehen makroskopischer Quantenphänomene.
2013 schlug er eine neue Theorie zur Erklärung von Kupferoxid-Hochtemperatursupraleitern vor, die näher an der konventionellen Fermiflüssigkeitstheorie von Metallen liegt. Nach Laughlin sind sie nicht qualitativ völlig verschieden von anderen Festkörpern, sondern haben eine ungewöhnlich komplexe Niedrigenergiespektroskopie durch das Zusammenspiel verschiedener Ordnungsparameter. Er übte insbesondere Kritik an der Erklärung von HTS als dotierte Mott-Isolatoren (zum Beispiel Philip Warren Anderson).
Seine Schrift Das Verbrechen der Vernunft liefert eine eindringliche Analyse der Disparitäten der Wissensgesellschaft im Widerstreit von ökonomischen Interessen, dem Bedürfnis nach Sicherheit und den Menschenrechten.

## Ehrungen
- 1976 bis 1978 hatte er ein IBM-Stipendium.
- 1985 erhielt er den Ernest-Orlando-Lawrence-Preis.
- 1986 erhielt er den Oliver E. Buckley Condensed Matter Prize.
- 1986 wurde Fellow der American Physical Society.
- Seit 1990 ist er in der American Academy of Arts and Sciences.
- Seit 1994 ist er Mitglied der National Academy of Sciences.
- Seit 1994 ist er Fellow der American Association for the Advancement of Science.
- 2004 bis 2006 war er Präsident des Korea Advanced Institute of Science & Technology in Daejeon in Südkorea.

## Auffassung von Physik
Laughlin vertritt Thesen über Gegenwart und Zukunft der Physik, die sich beträchtlich von der üblichen wissenschaftlichen Meinung unterscheiden. So ist er zunehmend davon überzeugt, dass alle – und nicht nur einige – der uns bekannten Naturgesetze aus kollektivem Geschehen durch Emergenz hervorgehen. Emergenz ist für ihn ein physikalisches Ordnungsprinzip. Sogar die Schwerkraft sowie Raum und Zeit sind nach ihm als nicht fundamental zu erachten, sondern bei großen Längenskalen als emergent:

„Leider sind dem Ausdruck Emergenz einige Bedeutungen zugewachsen, die für unterschiedliche Dinge stehen, darunter übernatürliche Erscheinungen, die den physikalischen Gesetzen nicht unterworfen sind. So etwas meine ich nicht. Ich verstehe darunter ein physikalisches Ordnungsprinzip.“

Diese Auffassung vertritt er auch betreffend sehr sensibler Themen wie der Speziellen Relativitätstheorie.
Spekulative Theorien verurteilt er grundsätzlich, da sie sich nicht auf messbare Fakten stützten. Die Urknalltheorie sei beispielsweise „nichts als Marketing“. Derartige Theorien bezeichnet Laughlin als „quasireligiös“, insbesondere solche bezüglich einer „Weltformel“.
Die zukünftige Physik würde sich verstärkt mit makroskopischen Phänomenen wie der Selbstorganisation der Materie befassen, die nicht durch atomare oder subatomare Vorgänge erklärbar seien. Diese Auffassung führt Laughlin in seinem 2007 erschienenen Buch Abschied von der Weltformel aus:

„Aus physikalischer Sicht macht es besonders viel Spass, über das Leben zu reden, weil es den extremsten Fall der Emergenz von Gesetzmässigkeiten darstellt.“

## Werke
- Abschied von der Weltformel. Die Neuerfindung der Physik. Piper, München 2007, ISBN 978-3-492-04718-0 (A different universe – Reinventing physics from the bottom down. Basic Books, 2005).
- Das Verbrechen der Vernunft. Betrug an der Wissensgesellschaft. Suhrkamp, Frankfurt am Main 2008, ISBN 978-3-518-26002-9 (The Crime of Reason: And the Closing of the Scientific Mind. Basic Books, 2008).
- Der Letzte macht das Licht aus – Die Zukunft der Energie. Piper, München 2012, ISBN 978-3-492-05467-6 (Powering the Future: How We Will (Eventually) Solve the Energy Crisis and Fuel the Civilization of Tomorrow. Basic Books, 2011).
- Der Urknall ist nur Marketing. In: Der Spiegel. Nr. 1, 2008 (online).